# HD50825
HD50825 — хімічно пекулярна зоря спектрального класу B8, що має видиму зоряну величину в смузі V приблизно  8,2.
Вона  розташована на відстані близько 3706,3 світлових років від Сонця.

## Пекулярний хімічний вміст
Зоряна атмосфера HD50825 має підвищений вміст 
Si
.